# Ballstad
Ballstad est une localité du comté de Nordland, en Norvège.

## Géographie
Administrativement, Ballstad fait partie de la kommune de Vestvågøy.